# Urogymnus asperrimus
La raya puercoespín (Urogymnus asperrimus) es una especie rara de raya de la familia Dasyatidae. Esta raya de fondo se encuentra en todo el Indopacífico tropical, así como frente a África Occidental. Prefiere la arena, los escombros de coral y los hábitats de pastos marinos en aguas costeras hasta una profundidad de 30 m (100 pies). La raya puercoespín es una especie grande y pesada que alcanza 1,2-1,5 m (3,9-4,9 pies) de ancho, tiene un disco de aleta pectoral casi circular y de color liso y una cola delgada sin pliegues en las aletas. Única en su familia, carece de una espina urticante venenosa. Sin embargo, una raya adulta puede defenderse hábilmente con las numerosas espinas grandes y afiladas que tiene en el disco y la cola.
La dieta de la raya puercoespín consiste principalmente en invertebrados bentónicos y peces óseos, que desentierra del fondo marino. Es vivíparo aplacentario, en el que los embriones en desarrollo se nutren de histótrofos («leche uterina») producidos por la madre. La raya puercoespín ha sido apreciada durante mucho tiempo por su piel áspera y duradera, con la que se fabricaba un cuero de color rojizo que se utilizaba para diversos fines utilitarios y ornamentales, como cubrir empuñaduras de espadas y escudos. Se captura incidentalmente en las pesquerías costeras. Como debe manipularse con cuidado debido a sus espinas, su importancia comercial es limitada. La pesca no regulada ha provocado el declive de esta especie en muchas partes de su área de distribución, por lo que ha sido clasificada como Vulnerable por la Unión Internacional para la Conservación de la Naturaleza.

## Taxonomía

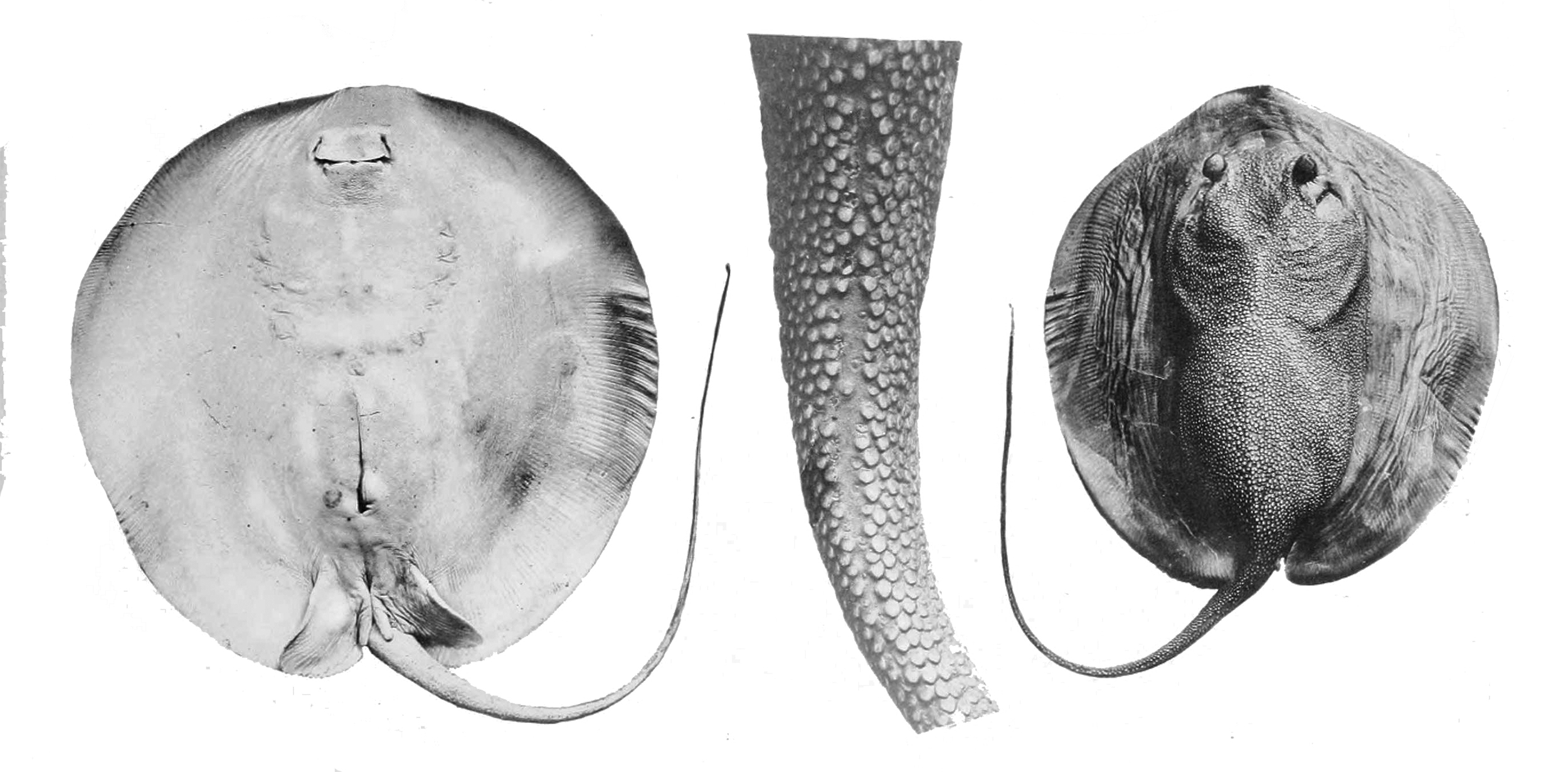
Primeras fotos de una raya puercoespín por Nelson Annandale

Los naturalistas alemanes Marcus Elieser Bloch y Johann Gottlob Schneider describieron la raya puercoespín en su obra de 1801 Systema Ichthyologiae, basándose en una piel parcial desecada obtenida en Bombay (India). La incluyeron en el género Raja y la denominaron asperrima, que significa «más áspera» en latín. En la misma obra, también describieron una forma de África occidental, Raja africana. Autores posteriores han considerado que ambas son sinónimas. Sin embargo, dado que los dos nombres se publicaron simultáneamente, existe incertidumbre sobre cuál de ellos tiene prioridad. Algunas obras dan el epíteto específico de la raya como asperrimus, y otras como africanus.
En 1837, Johannes Peter Müller y Friedrich Gustav Jakob Henle colocaron la raya puercoespín en un nuevo género, Gymnura. Como el nombre Gymnura ya estaba en uso, referido a las rayas mariposa, ese mismo año Müller y Henle lo sustituyeron por Urogymnus. Ambos nombres derivan del griego antiguo oura («cola») y gymnos («desnudo» o «desarmado»), en referencia a la falta de aguijón en la cola. Tradicionalmente, Urogymnus se ha considerado monotípico (solo contiene U. asperrimus), pero en 2016 se trasladaron a este género varias otras especies de Himantura basándose en la morfología y las pruebas moleculares.
Otros nombres comunes para esta especie incluyen raya manchada negra, raya de piel rugosa, raya de espalda rugosa, raya de Solander y raya espinosa. Puede existir más de una especie de raya puercoespín, como se reconoce actualmente.

## Distribución y hábitat

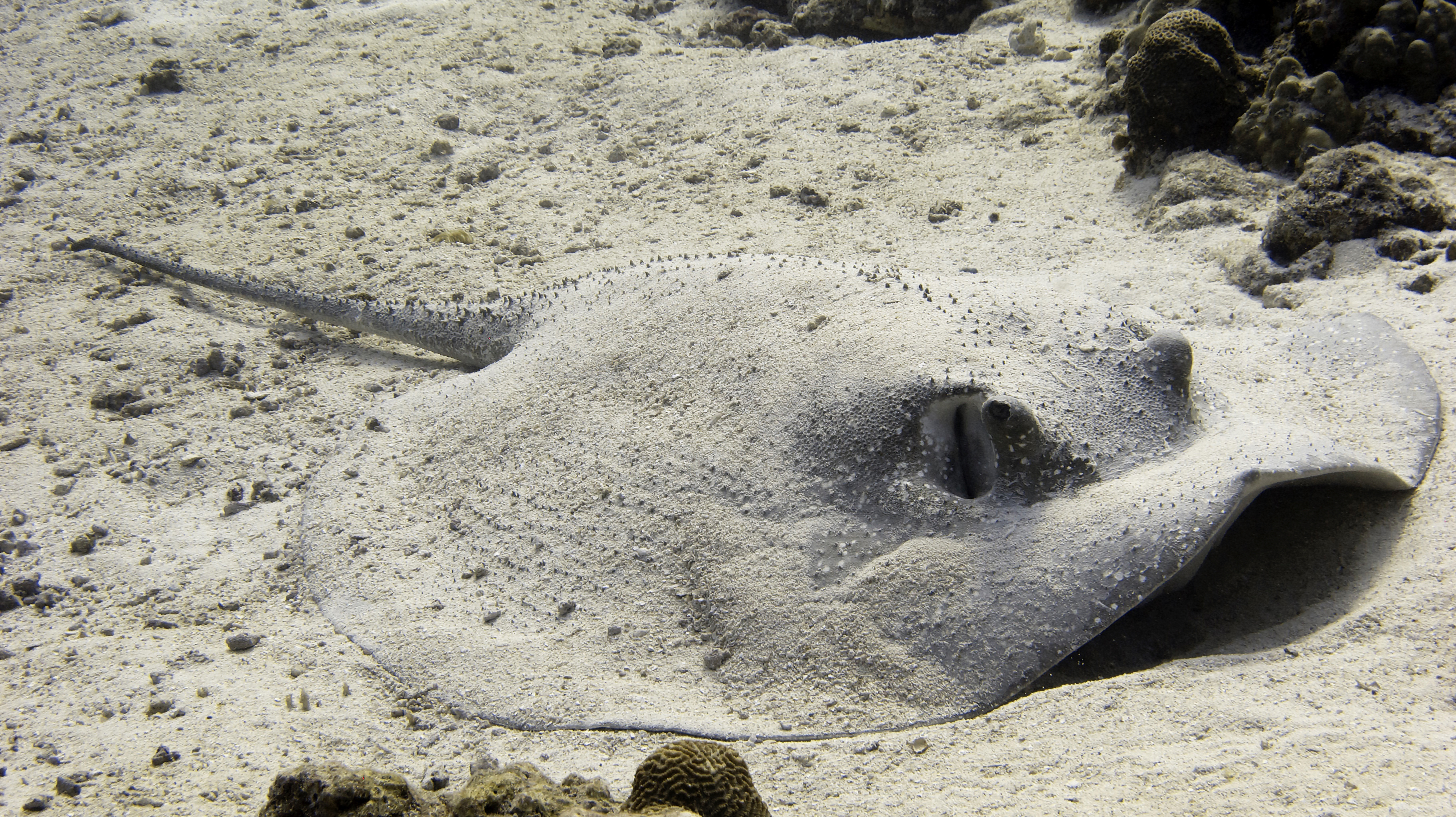
Raya puercoespín parcialmente cubierta de arena, en Lakshadweep, India

La raya puercoespín está ampliamente distribuida, pero es poco común en comparación con otras rayas que comparten su área de distribución. Se encuentra a lo largo de toda la periferia continental del océano Índico, desde Sudáfrica hasta la península arábiga, pasando por el sudeste asiático y el arrecife Ningaloo frente a Australia occidental, incluyendo Madagascar, las Seychelles y Sri Lanka; ha colonizado el este del mar Mediterráneo a través del canal de Suez. En el océano Pacífico, su área de distribución continúa a través de Indonesia y Nueva Guinea, hacia el norte hasta Filipinas, hacia el este hasta las islas Gilbert y Fiyi, y hacia el sur hasta la isla Heron frente a Australia oriental. Esta especie también se encuentra en el océano Atlántico oriental frente a Senegal, Guinea y Costa de Marfil. La raya puercoespín, que vive en el fondo, se encuentra cerca de la costa a profundidades de 1-30 m (3-100 pies). Habita en planicies arenosas, escombros de coral y praderas marinas, a menudo cerca de arrecifes, y también en aguas salobres.

## Descripción

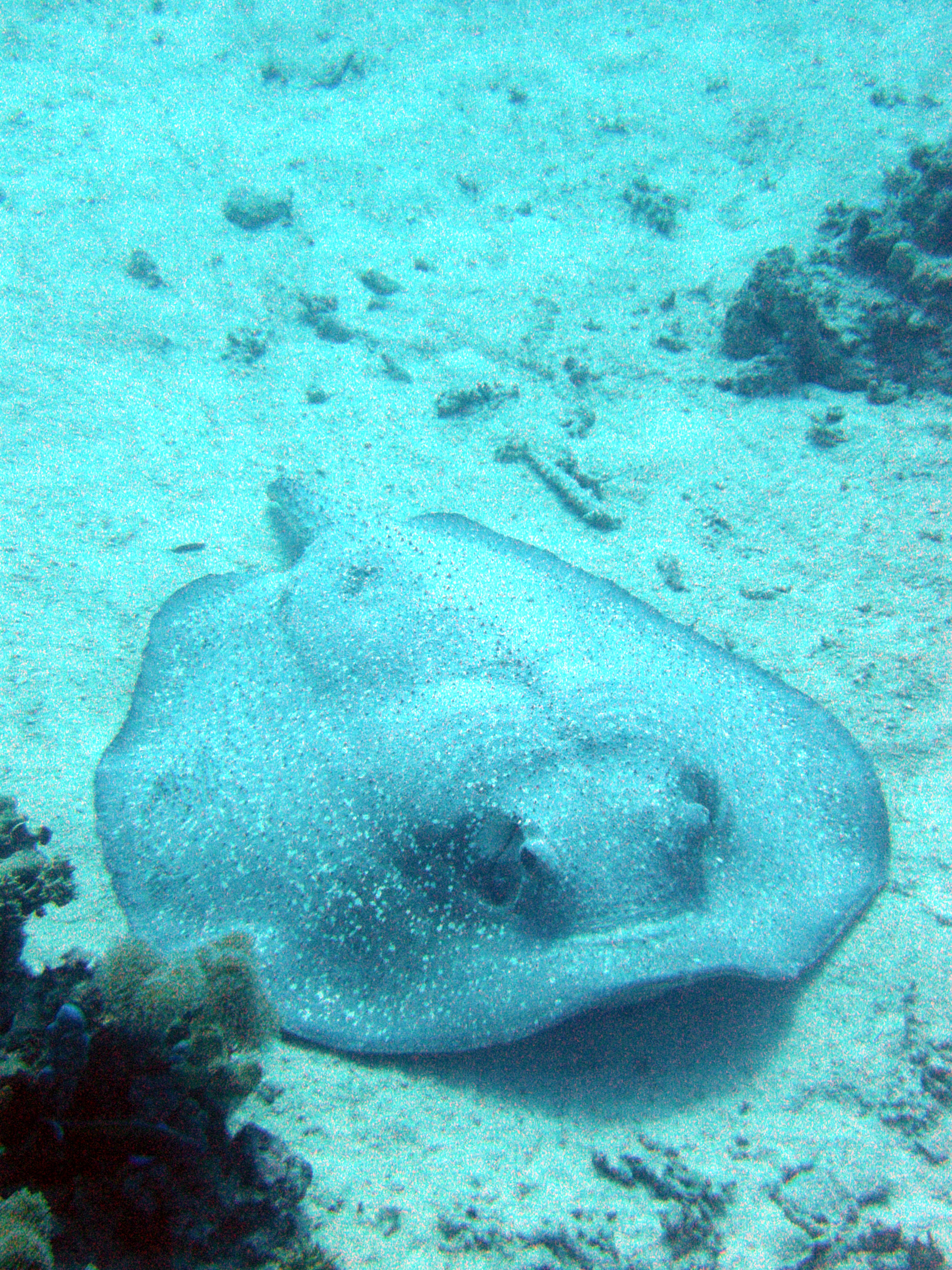
Entre los rasgos distintivos de la raya puercoespín figuran su forma gruesa y redondeada y su cubierta dorsal de afiladas espinas.

El disco de la aleta pectoral de la raya puercoespín es uniformemente ovalado, casi tan ancho como largo, y muy grueso en el centro, lo que le da un aspecto abovedado. La punta del hocico es redondeada y apenas sobresale. Los pequeños ojos están seguidos de cerca por espiráculos mucho más grandes. Entre las estrechas fosas nasales hay una cortina de piel en forma de falda; el margen posterior de la cortina está fuertemente bordeado y sobresale por encima de la boca. La boca presenta de tres a cinco papilas en el suelo y surcos prominentes en las comisuras. El área alrededor de la boca, incluyendo la cortina, está fuertemente cubierta por más papilas. Se encuentran alrededor de 48 filas de dientes en cada mandíbula. Los dientes son pequeños y aplanados. En la parte inferior del disco hay cinco pares de hendiduras branquiales.
Las aletas pélvicas son pequeñas y estrechas. La cola, fina y que se estrecha rápidamente, tiene una longitud casi igual a la del disco y una sección transversal casi cilíndrica, sin pliegues en las aletas. A diferencia de otros miembros de la familia, la cola carece de aguijón venenoso. Una densa mancha de dentículos dérmicos aplanados en forma de corazón cubre el centro del disco y se extiende hasta la cola. Los individuos más grandes tienen además numerosas espinas altas y afiladas en toda la superficie superior del disco. La raya del puercoespín es de color gris claro a oscuro o marrón por encima, oscureciéndose a negruzco hacia la punta de la cola, y blanca por debajo. Esta gran especie crece hasta al menos 1,2 m (3,9 pies) de ancho y 2,2 m (7,2 pies) de largo, y puede alcanzar 1,5 m (4,9 pies) de ancho.

## Biología y ecología

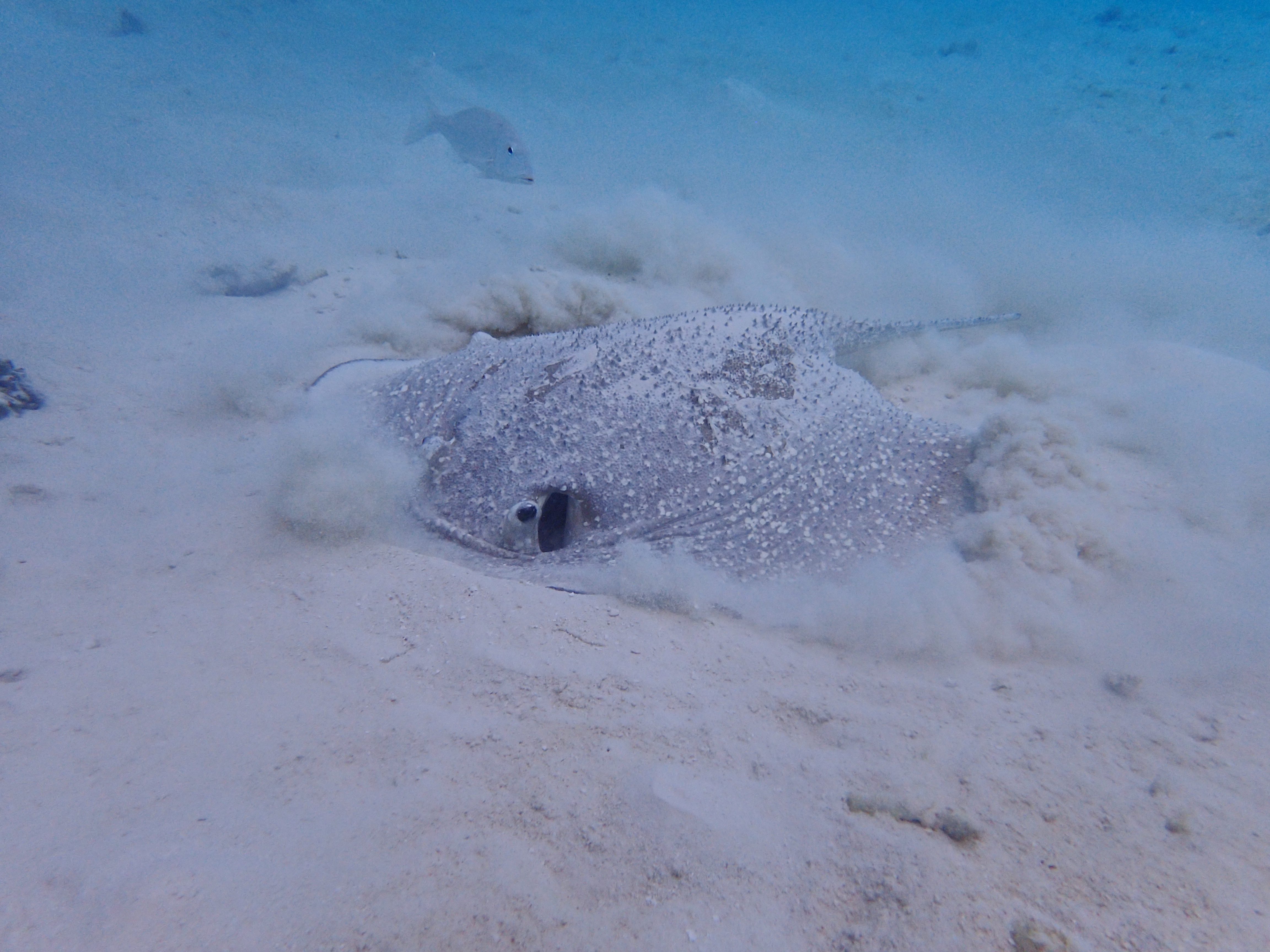
Urogymnus asperrimus escarbando en la arena de la laguna, comiendo lo que encuentra

La raya puercoespín puede observarse a veces inmóvil en el fondo al aire libre o en el interior de cuevas. Se sabe que forma grupos en el arrecife Ningaloo. Su dieta consiste principalmente en sipuncúlidos, gusanos poliquetos, crustáceos y peces óseos. Cuando se alimenta, ara profundamente en el fondo, expulsando el exceso de sedimento por sus espiráculos en un penacho visible a gran distancia. Los parásitos documentados de esta raya incluyen la tenia Rhinebothrium devaneyi, el nematodo Echinocephalus overstreeti, y los monogéneos capsalidos Dendromonocotyle urogymni y Neoentobdella baggioi. La raya puercoespín es vivípara aplacentaria, y los embriones en desarrollo se mantienen hasta el término gracias al histotrofo («leche uterina») segregado por la madre. Los bosques de manglares son un hábitat importante para las rayas juveniles. Los machos y las hembras maduran sexualmente a unos 90 y 100 cm (35 y 39 pulgadas) de diámetro, respectivamente.

## Interacción con los humanos

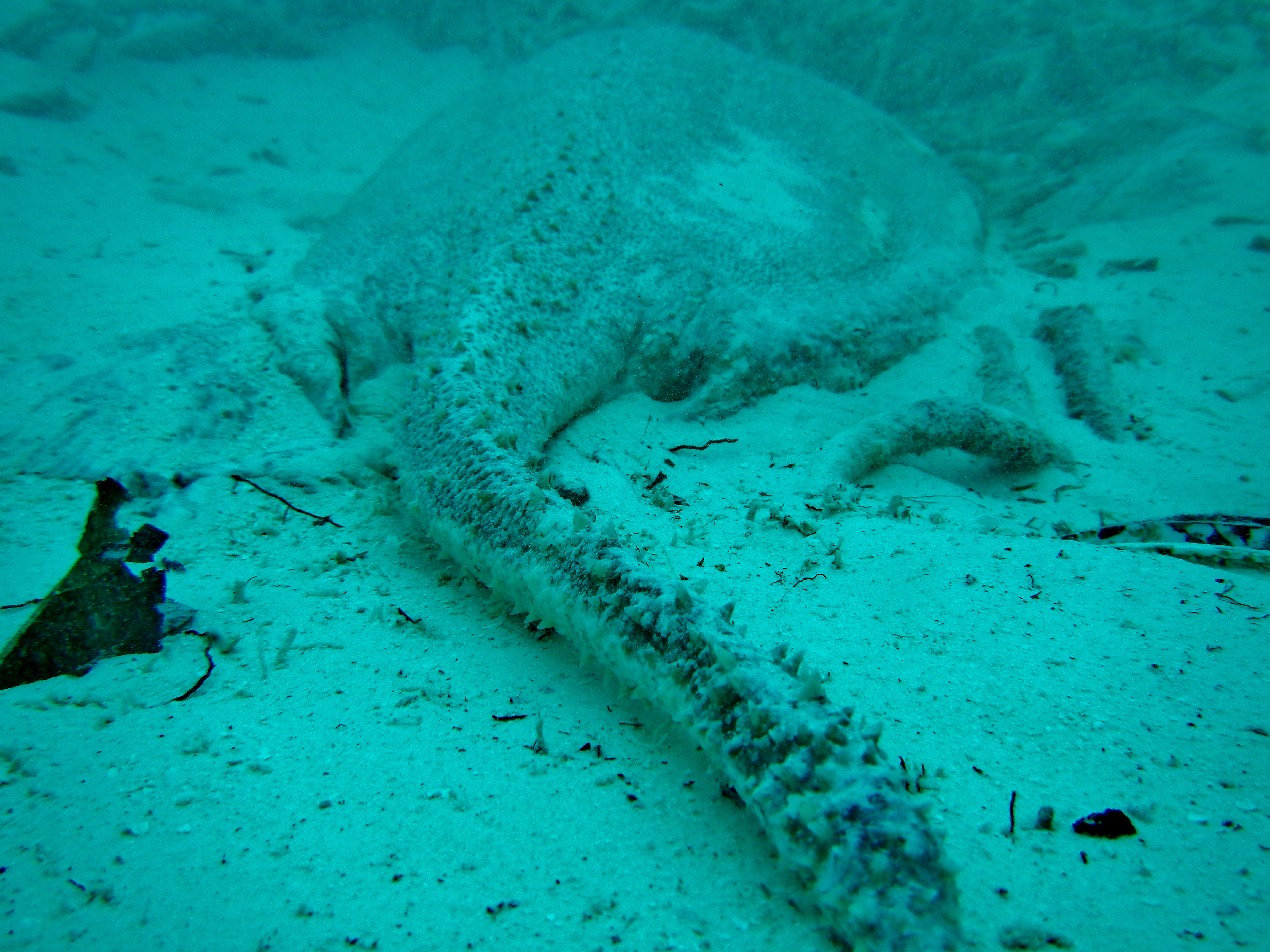
Primer plano de la cola de una raya puercoespín (Landaa Giraavaru, Maldivas)

A pesar de no tener aguijón, la raya puercoespín es capaz de herir a los humanos con sus numerosas espinas afiladas. Se dice que es audaz y tolera que se le acerquen bajo el agua. La piel dura y espinosa de esta raya, convertida en una especie de cuero llamado shagreen, tenía muchos usos históricos. En particular, se utilizaba para cubrir las empuñaduras de varias armas cuerpo a cuerpo, ya que su textura extremadamente áspera impedía que resbalara durante la batalla. Por ejemplo, los japoneses la consideraban la única especie cuya piel era aceptable para cubrir las empuñaduras de las espadas. Los malayos la utilizaban para cubrir escudos. La piel también se utilizaba con fines ornamentales, como por ejemplo por los chinos, que la teñían y molían las espinas para obtener un dibujo moteado. Los habitantes nativos del atolón de Funafuti utilizaban porciones secas de la cola de la raya como una herramienta parecida a una escofina.
En la actualidad, la raya puercoespín se captura incidentalmente en redes de arrastre, redes de enredo y redes de cerco de playa. Su piel sigue siendo muy apreciada, mientras que la carne y el cartílago también pueden utilizarse. En las islas Farasan y otros lugares del Mar Rojo, su hígado se consume como plato estacional. Sin embargo, la importancia económica de esta raya se ve limitada por su difícil manipulación. Las pesquerías costeras multiespecíficas que capturan la raya puercoespín carecen en gran medida de regulación, lo que parece haber provocado su drástica disminución o extinción local en el Golfo de Bengala, el Golfo de Tailandia y probablemente en otros lugares de su área de distribución. Otras posibles amenazas para esta especie son la degradación de su hábitat por el desarrollo costero y el agotamiento de sus reservas alimentarias por la sobrepesca. Por ello, la Unión Internacional para la Conservación de la Naturaleza la ha clasificado como vulnerable.